# Tweede divisie 1956/57
Het seizoen 1956/57 was het eerste seizoen in het bestaan van de Nederlandse Tweede divisie. De voetbalcompetitie, georganiseerd door de Koninklijke Nederlandse Voetbalbond (KNVB), was het derde en laagste niveau binnen het Nederlandse betaald voetbal.
De dertig ploegen die in het seizoen 1955/56 het laagst waren geëindigd in de Eerste klassen A, B en C kwamen dit seizoen uit in de Tweede divisie. Deze was geografisch opgedeeld in twee afdelingen; de Tweede divisie A die ruwweg ploegen uit het noorden en oosten van Nederland bevatte en de Tweede divisie B waarin ploegen uit het westen en zuiden speelden. De kampioenen van beide afdelingen promoveerden naar de Eerste divisie. Er vond geen degradatie plaats.

## Tweede divisie A

### Deelnemende teams
In de Tweede divisie A, die ploegen bevatte uit het noorden en oosten van Nederland, speelden vier ploegen uit de provincie Groningen, twee uit Friesland, één uit Drenthe, zeven uit Overijssel en één uit Gelderland. De stad Groningen was vertegenwoordigd met drie clubs en Zwolle met twee.
Tubantia had in het voorgaande jaar de beste prestatie neergezet, door gedeeld vierde te worden in de Eerste klasse C. Vanwege een met 2-1 verloren beslissingswedstrijd tegen Fortuna Vlaardingen was Tubantia in de Tweede divisie geplaatst. Ook Leeuwarden liep met een zesde plaats in de Eerste klasse B maar net plaatsing in de Eerste divisie mis.
Leeuwarden kon na een 6–1-overwinning bij Velocitas in de voorlaatste ronde het kampioenschap vieren. Het dwong daarmee promotie naar de Eerste divisie af. Met 95 doelpunten was het tevens de meest scorende ploeg van het Nederlandse betaald voetbal.
| Club            | Plaats       | Accommodatie           | Capaciteit | Trainer                                          |
| --------------- | ------------ | ---------------------- | ---------- | ------------------------------------------------ |
| Be Quick        | Groningen    | Esserberg              | 18.000     | Arie de Vroet Frans Hogenbirk (a.i.) Péter Szabó |
| Enschedese Boys | Enschede     | Heekpark               | 25.000     | Joep Brandes                                     |
| Go Ahead        | Deventer     | Vetkampstraat          | 10.000     | Wim de Bois                                      |
| Heerenveen      | Heerenveen   | Gemeentelijk Sportpark | 12.000     | Volgert Ris                                      |
| Heracles        | Almelo       | Bornsestraat           | 25.000     | Jan Bijl                                         |
| Leeuwarden      | Leeuwarden   | Gemeentelijk Sportpark | 16.000     | Piet Dubbelman                                   |
| Oldenzaal       | Oldenzaal    | Het Heuveltje          | 6.000      | Thim van der Laan                                |
| Oosterparkers   | Groningen    | Stadion Oosterpark     | 15.000     | Appie Jansen                                     |
| PEC             | Zwolle       | Gemeentelijk Sportpark | 15.000     | Jan van Asten                                    |
| Rheden          | Rheden       | Thomassen-terrein      | 8.500      | Jo Jansen                                        |
| Tubantia        | Hengelo      | Veldwijk               | 30.000     | Julius Huber                                     |
| Veendam         | Veendam      | De Langeleegte         | 13.000     | Hein Schmitter                                   |
| Velocitas       | Groningen    | Stadspark              | 10.000     | Wim Vaal Jan Ottens (a.i.)                       |
| Zwartemeer      | Klazienaveen | Mr. Ovingstraat        | 8.000      | Toon Duijnhouwer                                 |
| Zwolsche Boys   | Zwolle       | De Vrolijkheid         | 10.000     | Arend Gerrits                                    |

### Eindstand
| pos | club            | gs | w  | g  | v  | pnt | dv | dt | ds  |
| --- | --------------- | -- | -- | -- | -- | --- | -- | -- | --- |
| 1.  | Leeuwarden      | 28 | 19 | 5  | 4  | 43  | 95 | 40 | 55  |
| 2.  | Rheden          | 28 | 16 | 7  | 5  | 39  | 64 | 46 | 18  |
| 3.  | Heracles        | 28 | 15 | 7  | 6  | 37  | 58 | 29 | 29  |
| 4.  | Veendam         | 28 | 13 | 9  | 6  | 35  | 64 | 53 | 11  |
| 5.  | Be Quick        | 28 | 12 | 6  | 10 | 30  | 68 | 43 | 25  |
| 6.  | Tubantia        | 28 | 10 | 9  | 9  | 29  | 45 | 42 | 3   |
| 7.  | Oldenzaal       | 28 | 8  | 11 | 9  | 27  | 51 | 57 | -6  |
| 8.  | Heerenveen      | 28 | 9  | 9  | 10 | 27  | 56 | 64 | -8  |
| 9.  | Velocitas       | 28 | 10 | 4  | 14 | 24  | 53 | 78 | -25 |
| 10. | PEC             | 28 | 10 | 3  | 15 | 23  | 61 | 83 | -22 |
| 11. | Zwolsche Boys   | 28 | 9  | 4  | 15 | 22  | 52 | 59 | -7  |
| 12. | Oosterparkers   | 28 | 10 | 2  | 16 | 22  | 49 | 73 | -24 |
| 13. | Go Ahead        | 28 | 8  | 5  | 15 | 21  | 50 | 59 | -9  |
| 14. | Zwartemeer      | 28 | 6  | 9  | 13 | 21  | 47 | 73 | -26 |
| 15. | Enschedese Boys | 28 | 7  | 6  | 15 | 20  | 42 | 56 | -14 |

### Legenda
| Kleur | Kwalificatie voor               |
| ----- | ------------------------------- |
|       | Promotie naar de Eerste divisie |

### Uitslagen
|                 | BQU   | ENB   | GOA   | HEE   | HER   | LEE   | OLD   | OOS   | PEC   | RHE   | TUB   | VEE   | VEL   | ZWA   | ZBO   |
| --------------- | ----- | ----- | ----- | ----- | ----- | ----- | ----- | ----- | ----- | ----- | ----- | ----- | ----- | ----- | ----- |
| Be Quick        |       | 3 – 1 | 3 – 0 | 2 – 1 | 2 – 3 | 3 – 2 | 4 – 0 | 2 – 3 | 7 – 1 | 1 – 1 | 4 – 1 | 2 – 4 | 2 – 2 | 3 – 3 | 6 – 0 |
| Enschedese Boys | 1 – 3 |       | 0 – 1 | 1 – 2 | 1 – 0 | 0 – 0 | 1 – 1 | 0 – 3 | 3 – 1 | 2 – 3 | 2 – 0 | 0 – 0 | 4 – 2 | 5 – 0 | 3 – 1 |
| Go Ahead        | 1 – 0 | 1 – 2 |       | 1 – 2 | 2 – 1 | 1 – 2 | 0 – 2 | 2 – 1 | 3 – 0 | 0 – 3 | 1 – 2 | 3 – 4 | 1 – 3 | 7 – 3 | 2 – 0 |
| Heerenveen      | 1 – 3 | 2 – 2 | 1 – 1 |       | 1 – 1 | 3 – 1 | 1 – 2 | 4 – 0 | 3 – 5 | 0 – 5 | 1 – 3 | 1 – 1 | 6 – 2 | 3 – 3 | 1 – 0 |
| Heracles        | 2 – 2 | 3 – 1 | 2 – 2 | 3 – 0 |       | 3 – 3 | 6 – 1 | 2 – 1 | 1 – 0 | 1 – 1 | 1 – 0 | 5 – 2 | 7 – 0 | 3 – 0 | 1 – 0 |
| Leeuwarden      | 2 – 1 | 5 – 0 | 4 – 3 | 8 – 2 | 0 – 3 |       | 2 – 0 | 3 – 0 | 9 – 0 | 3 – 3 | 1 – 1 | 4 – 1 | 7 – 2 | 3 – 1 | 5 – 3 |
| Oldenzaal       | 0 – 1 | 2 – 2 | 4 – 2 | 4 – 6 | 1 – 1 | 0 – 2 |       | 2 – 0 | 2 – 3 | 1 – 1 | 1 – 1 | 5 – 2 | 2 – 0 | 0 – 0 | 2 – 2 |
| Oosterparkers   | 0 – 5 | 3 – 2 | 1 – 4 | 2 – 4 | 0 – 2 | 1 – 3 | 4 – 1 |       | 4 – 1 | 1 – 4 | 2 – 1 | 1 – 1 | 2 – 5 | 3 – 1 | 3 – 1 |
| PEC             | 3 – 2 | 2 – 1 | 5 – 2 | 4 – 1 | 0 – 3 | 1 – 4 | 4 – 4 | 9 – 3 |       | 5 – 3 | 2 – 1 | 0 – 2 | 1 – 2 | 2 – 3 | 2 – 2 |
| Rheden          | 1 – 0 | 3 – 1 | 3 – 3 | 2 – 1 | 2 – 1 | 1 – 1 | 2 – 4 | 3 – 1 | 3 – 2 |       | 1 – 0 | 2 – 1 | 2 – 0 | 4 – 2 | 3 – 1 |
| Tubantia        | 1 – 1 | 2 – 2 | 2 – 1 | 2 – 2 | 1 – 0 | 4 – 2 | 1 – 1 | 2 – 0 | 2 – 2 | 2 – 3 |       | 1 – 1 | 0 – 0 | 3 – 1 | 2 – 1 |
| Veendam         | 2 – 2 | 2 – 0 | 1 – 1 | 0 – 1 | 2 – 2 | 0 – 5 | 3 – 3 | 2 – 1 | 3 – 2 | 4 – 2 | 3 – 0 |       | 5 – 1 | 4 – 0 | 3 – 2 |
| Velocitas       | 2 – 1 | 3 – 1 | 4 – 3 | 2 – 2 | 1 – 0 | 1 – 6 | 1 – 2 | 3 – 4 | 5 – 2 | 5 – 2 | 1 – 4 | 1 – 3 |       | 2 – 0 | 1 – 2 |
| Zwartemeer      | 2 – 1 | 5 – 3 | 4 – 2 | 2 – 2 | 3 – 0 | 1 – 6 | 2 – 2 | 1 – 1 | 1 – 2 | 1 – 1 | 1 – 4 | 3 – 3 | 1 – 1 |       | 3 – 1 |
| Zwolsche Boys   | 3 – 2 | 3 – 1 | 0 – 0 | 2 – 2 | 0 – 1 | 1 – 2 | 3 – 2 | 3 – 4 | 4 – 0 | 2 – 0 | 4 – 2 | 3 – 5 | 6 – 1 | 2 – 0 |       |

### Topscorers
| #  | Naam               | Club            | Goal |
| -- | ------------------ | --------------- | ---- |
| 1. | André Hofman       | Leeuwarden      | 32   |
| 2. | Jaap van Oostend   | Leeuwarden      | 27   |
| 3. | Cees Groot         | Heerenveen      | 26   |
| 4. | Kees van der Leij  | Be Quick        | 22   |
| 5. | Klaas van der Berg | Veendam         | 20   |
| 5. | Jan Groninger      | Oosterparkers   | 20   |
| 7. | Herman Schrijver   | Zwolsche Boys   | 19   |
| 8. | Klaas van der Veen | Velocitas       | 18   |
| 9. | Jan Hoekema        | Leeuwarden      | 17   |
| 9. | Gerrit Nijsink     | Enschedese Boys | 17   |
| 9. | Ben Zweers         | Rheden          | 17   |

## Tweede divisie B

### Deelnemende teams
In de Tweede divisie B speelden ploegen uit het westen en zuiden van Nederland. Zeven van de vijftien clubs kwamen uit de provincie Noord-Brabant, drie uit Noord-Holland, drie uit Zuid-Holland en één uit Utrecht en Gelderland. Limburg en Zeeland hadden geen vertegenwoordigers in de Tweede divisie. Met twee ploegen was de plaats Hilversum het best vertegenwoordigd in deze divisie.
Met een zesde plaats in de Eerste klasse A was N.E.C. de best presterende club van het voorgaande seizoen en had het maar net plaatsing in de Eerste divisie misgelopen.
RBC uit Roosendaal werd kampioen van de Tweede divisie B, waarmee het promoveerde naar de Eerste divisie. Pas op de slotdag viel de beslissing. Doordat RBC met 5-0 won van DHC, kon het niet meer worden achterhaald door naaste concurrent ZFC.
| Club       | Plaats           | Accommodatie           | Capaciteit | Trainer                       |
| ---------- | ---------------- | ---------------------- | ---------- | ----------------------------- |
| Baronie    | Breda            | Fatimastraat           | 8.600      | Wim van Ierssel               |
| DHC        | Delft            | Laan van Vollering     | 15.000     | Eef Ruisch                    |
| DOSKO      | Bergen op Zoom   | Rozenoord              | 16.000     | Rein de Bruyn                 |
| 't Gooi    | Hilversum        | Gemeentelijk Sportpark | 16.000     | Joop de Busser                |
| Hilversum  | Hilversum        | Gemeentelijk Sportpark | 16.000     | Piet van Houwelingen          |
| LONGA      | Tilburg          | Aan de spoorbrug       | 15.000     | Huub de Leeuw                 |
| N.E.C.     | Nijmegen         | Goffertstadion         | 29.000     | Ferdi Silz Coen Delsen (a.i.) |
| ONA        | Gouda            | Walvisstraat           | 4.000      | Arie Kaptein                  |
| RBC        | Roosendaal       | De Luiten              | 5.900      | Frans Tausch                  |
| TOP        | Oss              | Heescheweg             | 5.000      | Jean Coomans                  |
| UVS        | Leiden           | Wassenaarseweg         | 9.700      | Piet Kantebeen                |
| De Valk    | Valkenswaard     | Leenderweg             | 900        | Toon van Beek                 |
| Wilhelmina | 's-Hertogenbosch | De Wolfsdonken         | 6.000      | József Veréb                  |
| Zeist      | Zeist            | De Koeburg             | 600        | Henk Baams                    |
| ZFC        | Zaandam          | Westzanerdijk          | 10.000     | Dick Brinkhuis                |

### Eindstand
| pos | club       | gs | w  | g  | v  | pnt | dv | dt | ds  |
| --- | ---------- | -- | -- | -- | -- | --- | -- | -- | --- |
| 1.  | RBC        | 28 | 18 | 7  | 3  | 43  | 66 | 26 | 40  |
| 2.  | ZFC        | 28 | 19 | 3  | 6  | 41  | 83 | 37 | 46  |
| 3.  | LONGA      | 28 | 16 | 5  | 7  | 37  | 56 | 33 | 23  |
| 4.  | Baronie    | 28 | 14 | 5  | 9  | 33  | 59 | 63 | -4  |
| 5.  | Hilversum  | 28 | 12 | 8  | 8  | 32  | 63 | 49 | 14  |
| 6.  | 't Gooi    | 28 | 10 | 11 | 7  | 31  | 63 | 42 | 21  |
| 7.  | Zeist      | 28 | 10 | 7  | 11 | 27  | 51 | 57 | -6  |
| 8.  | DHC        | 28 | 10 | 7  | 11 | 27  | 48 | 58 | -10 |
| 9.  | UVS        | 28 | 9  | 7  | 12 | 25  | 65 | 56 | 9   |
| 10. | N.E.C.     | 28 | 10 | 4  | 14 | 24  | 60 | 58 | 2   |
| 11. | Wilhelmina | 28 | 7  | 10 | 11 | 24  | 35 | 48 | -13 |
| 12. | DOSKO      | 28 | 8  | 8  | 12 | 24  | 47 | 70 | -23 |
| 13. | ONA        | 28 | 8  | 7  | 13 | 23  | 55 | 77 | -22 |
| 14. | De Valk    | 28 | 6  | 3  | 19 | 15  | 52 | 81 | -29 |
| 15. | TOP        | 28 | 3  | 8  | 17 | 14  | 42 | 90 | -48 |

### Legenda
| Kleur | Kwalificatie voor               |
| ----- | ------------------------------- |
|       | Promotie naar de Eerste divisie |

### Uitslagen
|             | BAR   | DHC   | DSK   | TGO   | HIL   | LON   | NEC   | ONA   | RBC   | TOP   | UVS   | VAL   | WLM   | ZEI   | ZFC   |
| ----------- | ----- | ----- | ----- | ----- | ----- | ----- | ----- | ----- | ----- | ----- | ----- | ----- | ----- | ----- | ----- |
| Baronie     |       | 1 – 0 | 4 – 2 | 2 – 2 | 3 – 2 | 1 – 3 | 2 – 1 | 4 – 1 | 1 – 2 | 5 – 2 | 2 – 0 | 2 – 1 | 5 – 4 | 4 – 2 | 4 – 2 |
| DHC         | 4 – 2 |       | 1 – 1 | 2 – 6 | 1 – 3 | 1 – 0 | 5 – 2 | 3 – 1 | 2 – 1 | 2 – 2 | 3 – 1 | 1 – 4 | 3 – 0 | 2 – 2 | 2 – 3 |
| DOSKO       | 3 – 0 | 3 – 3 |       | 0 – 5 | 1 – 1 | 1 – 3 | 0 – 4 | 5 – 2 | 1 – 4 | 4 – 1 | 5 – 3 | 3 – 2 | 1 – 2 | 4 – 3 | 0 – 2 |
| HVV 't Gooi | 1 – 1 | 0 – 0 | 2 – 2 |       | 6 – 2 | 0 – 0 | 0 – 2 | 2 – 2 | 0 – 1 | 7 – 1 | 4 – 0 | 7 – 0 | 1 – 2 | 1 – 1 | 0 – 3 |
| Hilversum   | 0 – 1 | 4 – 0 | 1 – 1 | 3 – 2 |       | 3 – 1 | 4 – 0 | 5 – 0 | 1 – 1 | 3 – 3 | 2 – 1 | 5 – 4 | 3 – 2 | 2 – 2 | 3 – 1 |
| LONGA       | 5 – 1 | 3 – 1 | 1 – 0 | 0 – 1 | 3 – 1 |       | 3 – 1 | 2 – 1 | 0 – 2 | 3 – 1 | 2 – 2 | 4 – 1 | 2 – 1 | 3 – 1 | 0 – 0 |
| N.E.C.      | 4 – 1 | 4 – 0 | 8 – 0 | 1 – 2 | 1 – 0 | 3 – 3 |       | 1 – 3 | 0 – 3 | 5 – 1 | 3 – 4 | 3 – 1 | 2 – 2 | 2 – 2 | 1 – 4 |
| ONA         | 2 – 2 | 2 – 3 | 2 – 3 | 3 – 3 | 2 – 2 | 1 – 4 | 3 – 0 |       | 1 – 6 | 4 – 2 | 2 – 2 | 8 – 6 | 1 – 0 | 2 – 1 | 4 – 2 |
| RBC         | 2 – 0 | 5 – 0 | 2 – 2 | 0 – 0 | 1 – 1 | 2 – 1 | 1 – 0 | 5 – 1 |       | 3 – 0 | 1 – 1 | 2 – 1 | 3 – 2 | 3 – 1 | 4 – 0 |
| TOP         | 2 – 2 | 1 – 1 | 2 – 3 | 2 – 2 | 1 – 5 | 1 – 1 | 1 – 3 | 3 – 2 | 2 – 2 |       | 2 – 5 | 3 – 2 | 0 – 2 | 1 – 3 | 1 – 5 |
| UVS         | 1 – 2 | 0 – 2 | 5 – 0 | 1 – 3 | 6 – 2 | 1 – 3 | 5 – 3 | 0 – 2 | 1 – 1 | 5 – 1 |       | 5 – 0 | 1 – 1 | 7 – 0 | 0 – 0 |
| De Valk     | 2 – 3 | 0 – 0 | 2 – 0 | 5 – 1 | 1 – 4 | 1 – 3 | 0 – 3 | 3 – 1 | 0 – 3 | 1 – 2 | 3 – 5 |       | 4 – 0 | 1 – 4 | 3 – 3 |
| Wilhelmina  | 1 – 1 | 4 – 3 | 0 – 0 | 1 – 1 | 1 – 1 | 1 – 0 | 1 – 1 | 0 – 0 | 2 – 1 | 2 – 2 | 2 – 0 | 1 – 1 |       | 0 – 1 | 0 – 3 |
| Zeist       | 4 – 2 | 2 – 3 | 2 – 2 | 5 – 3 | 1 – 0 | 0 – 1 | 2 – 1 | 2 – 2 | 2 – 1 | 4 – 2 | 1 – 1 | 0 – 1 | 2 – 0 |       | 1 – 4 |
| ZFC         | 8 – 1 | 1 – 0 | 3 – 0 | 0 – 1 | 2 – 0 | 3 – 2 | 5 – 1 | 6 – 0 | 3 – 4 | 4 – 0 | 4 – 2 | 5 – 2 | 5 – 1 | 2 – 0 |       |

### Topscorers
| #  | Naam              | Club      | Goal |
| -- | ----------------- | --------- | ---- |
| 1. | Evert Pluim       | Hilversum | 29   |
| 1. | Cor van der Zeeuw | UVS       | 29   |
| 3. | Piet Bruijninckx  | RBC       | 18   |
| 3. | Cor Kat           | ZFC       | 18   |
| 3. | Jan Wilbers       | De Valk   | 18   |
| 3. | Henk de Zoete     | Zeist     | 18   |
| 7. | Lou de Graaf      | ZFC       | 17   |
| 7. | Cees Houtveen     | 't Gooi   | 17   |
| 9. | Piet Burgers      | 't Gooi   | 16   |
| 9. | Piet Kas          | Baronie   | 16   |
| 9. | Kees Vermunt      | RBC       | 16   |

## Voetnoten
1956/57 · 
1957/58 · 
1958/59 · 
1959/60 · 
1960/61 · 
1961/62 · 
1962/63 · 
1963/64 · 
1964/65 · 
1965/66 · 
1966/67 · 
1967/68 · 
1968/69 · 
1969/70 · 
1970/71 · 
2016/17 · 
2017/18 · 
2018/19 ·
2019/20 ·
2020/21 ·
2021/22 ·
2022/23 ·
2023/24 ·
2024/25